# 1958 في الولايات المتحدة
فيما يلي قوائم الأحداث التي وقعت خلال عام 1958 في الولايات المتحدة.

## سياسة

### تعيين في المنصب
- 11 يناير – جيمس ليندسي ألموند حاكم فرجينيا [الإنجليزية]‏.

### انتهاء فترة المنصب
- 1 يناير – باتسي مينك عضو مجلس النواب في هاواي.
- 1 يناير – بوتر ستيوارت United States Court of Appeals for the Sixth Circuit [الإنجليزية]‏.
- 31 ديسمبر – أفيريل هاريمان حاكم نيويورك [الإنجليزية]‏.

## رياضة
- 1 يناير – إنديانابوليس 500 سنة 1958

## ظهور
- 1 يناير – ذ فانتشورز
- 1 يناير – سكا
- 1 يناير – موسيقى السول

## أفلام
من الأفلام التي صدرت هذه السنة في الولايات المتحدة:
- 1 يناير – أريد أن أعيش من إخراج روبرت وايز.
- 1 يناير – الحرب والسلام من إخراج كينج فيدور.
- 1 يناير – الدوار من إخراج ألفريد هتشكوك.
- 1 يناير – الدولة الكبيرة من إخراج ويليام وايلر، جون واترس (مخرج).
- 1 يناير – العجوز والبحر من إخراج جون ستورجس.
- 1 يناير – العمة مامي من إخراج Morton DaCosta [الإنجليزية]‏.
- 1 يناير – جنوب المحيط الهادىء من إخراج جوشوا لوغان.
- 1 يناير – جيجي من إخراج فنسنت مينيلي.
- 1 يناير – طاولات منفصلة من إخراج ديلبرت مان.
- 1 يناير – فرقة الجحيم من إخراج بيرت توبر.
- 10 أبريل – 12 رجلا غاضبا من إخراج سيدني لوميت.
- 1 يوليو – المتحديان من إخراج ستانلي كرامر.
- 5 أكتوبر – الوصايا العشر من إخراج سيسيل ديميل.
- 17 أكتوبر – حول العالم في 80 يوما من إخراج مايكل أندرسون (مخرج أفلام)، جون فارو.

## برامج ومسلسلات وأنمي
- أز ذا وورلد تيرنز
- الأب أعلم
- غايدنغ لايت
- غان سموك

## مواليد

### يناير
- 1 يناير – ايمي مورتون ممثلة أمريكية.
- 1 يناير – تشيسيل ريتشاردز
- 1 يناير – حمزة يوسف مفتي من الولايات المتحدة الأمريكية.
- 1 يناير – ديف آلين
- 1 يناير – روبرت ستيفن فورد دبلوماسي أمريكي.
- 1 يناير – روث نيستفولد كاتب أمريكي.
- 1 يناير – ساندرا ويلنر جراحة من الولايات المتحدة الأمريكية.
- 1 يناير – ستيفن ماير عَالِم من الولايات المتحدة الأمريكية.
- 4 يناير – مات فريور
- 8 يناير – بيتسي ديفوس سياسية أمريكية.
- 10 يناير – إدي شيفر
- 17 يناير – توم ثيبودو
- 17 يناير – سام وورثن
- 18 يناير – جيفري وليامز رائد فضاء أمريكي.
- 18 يناير – لاري سميث
- 19 يناير – توماس كينكيد
- 19 يناير – مايك أيالا ملاكم من الولايات المتحدة الأمريكية.
- 20 يناير – لورنزو لاماس ممثل أمريكي.
- 21 يناير – بول ماكنولتي محامي أمريكي.
- 21 يناير – روزفلت بوي لاعب كرة سلة من الولايات المتحدة الأمريكية.
- 25 يناير – إريك إيسكيرسكي لاعب كرة مضرب أمريكي.
- 26 يناير – ألين دي جينيريس كوميدية أمريكية.
- 26 يناير – سلي وليامز لاعب كرة سلة أمريكي.
- 27 يناير – جيمس برود ملاكم من الولايات المتحدة الأمريكية.
- 30 يناير – بريت باتلر ممثلة أمريكية.

### فبراير
- 7 فبراير – مايك أوكورن لاعب كرة سلة أمريكي.
- 9 فبراير – رودي ماكلين لاعب كرة سلة أمريكي.
- 10 فبراير – بينكلون توماس ملاكم من الولايات المتحدة الأمريكية.
- 15 فبراير – توني تابس ملاكم من الولايات المتحدة الأمريكية.
- 16 فبراير – آيس-تي
- 16 فبراير – هيرب وليامز
- 19 فبراير – ليزلي ديفيد بيكر ممثل أمريكي.
- 21 فبراير – جاك كولمان
- 25 فبراير – كورت رامبيس
- 25 فبراير – كيفن جراي ممثل أمريكي.
- 26 فبراير – تيم كين محامي وسياسي أمريكي.
- 26 فبراير – سوزان جي هيلمز
- 26 فبراير – غريغ جيرمان ممثل أمريكي.
- 27 فبراير – ليو راندولف ملاكم من الولايات المتحدة الأمريكية.
- 27 فبراير – ماغي حسن سياسية أمريكية.

### مارس
- 1 مارس – جيمس كينشن ملاكم من الولايات المتحدة الأمريكية.
- 1 مارس – ديبي هالفورسون سياسية أمريكية.
- 1 مارس – والي رانك لاعب كرة سلة أمريكي.
- 3 مارس – بوب برادلي
- 3 مارس – جوني مور لاعب كرة سلة أمريكي.
- 4 مارس – باتريشيا هيتون ممثلة أمريكية.
- 9 مارس – ليندا فيورنتينو ممثلة أمريكية.
- 10 مارس – شارون ستون
- 11 مارس – إدي لوسون
- 12 مارس – ألبرتو ساندوفال ملاكم من الولايات المتحدة الأمريكية.
- 13 مارس – جيمس بالوتا رائد أعمال من الولايات المتحدة الأمريكية.
- 13 مارس – كورت نيمفيوس لاعب كرة سلة أمريكي.
- 16 مارس – جيروم كوفي ملاكم من الولايات المتحدة الأمريكية.
- 17 مارس – كريستيان كليمنسون ممثل أمريكي.
- 20 مارس – هولي هنتر
- 23 مارس – تشارلز بيتمان لاعب كرة سلة أمريكي.
- 24 مارس – مايك وودسون
- 27 مارس – دوغلاس إيروين إحاثي من الولايات المتحدة الأمريكية.
- 28 مارس – كيرت هينينج مصارع محترف من الولايات المتحدة الأمريكية.
- 29 مارس – فيكتور سالفا مخرج أفلام أمريكي.
- 30 مارس – مايك روتوندا
- 31 مارس – توني كوكس ممثل أمريكي.
- 31 مارس – جون واشنطن روجرز الأصغر لاعب كرة سلة أمريكي.

### أبريل
- 1 أبريل – جيمس ويلكس لاعب كرة سلة أمريكي.
- 2 أبريل – لاري درو
- 2 أبريل – مارك هولتون ممثل أمريكي.
- 3 أبريل – أليك بالدوين
- 3 أبريل – فانا بونتا كاتبة وشاعرة ومخترعة وممثلة إيطالية-أمريكية.
- 3 أبريل – فرانشيسكا وودمان مصورة أمريكية.
- 12 أبريل – جيم سميث لاعب كرة سلة من الولايات المتحدة الأمريكية.
- 14 أبريل – فرانكي بالتازار ملاكم من الولايات المتحدة الأمريكية.
- 19 أبريل – ستيف أنتين
- 19 أبريل – وين روبنسون لاعب كرة سلة أمريكي.
- 21 أبريل – آندي ماكدويل
- 23 أبريل – كارل بيلي لاعب كرة سلة أمريكي.
- 26 أبريل – بول ت. جونسون ضابط من الولايات المتحدة الأمريكية.
- 26 أبريل – ديك ميلر لاعب كرة سلة أمريكي.
- 27 أبريل – أرييل دومباسل
- 28 أبريل – كريستوفر يونغ
- 29 أبريل – ميشيل فايفر ممثلة أمريكية.
- 30 أبريل – ستيفن مول دبلوماسي أمريكي.

### مايو
- 3 مايو – كلفن رانسي لاعب كرة سلة أمريكي.
- 4 مايو – كيث هارينغ فنان أمريكي.
- 10 مايو – إلين أوتشوا
- 10 مايو – ريك سانتورم سياسي أمريكي.
- 12 مايو – طوني أوليفر
- 15 مايو – فاروق
- 16 مايو – تاب بالدوين
- 16 مايو – دونالد فوليلوف ممثل أمريكي.
- 20 مايو – رون ريغان
- 21 مايو – كورتيس مكمولن
- 22 مايو – تشاد كينش لاعب كرة سلة من الولايات المتحدة الأمريكية.
- 22 مايو – روجر بوركمان لاعب كرة سلة أمريكي.
- 23 مايو – درو كاري
- 23 مايو – وليام كريشر ممثل نيوزيلندي.
- 24 مايو – تشيب غاناسي
- 26 مايو – مارغريت كولن ممثلة أمريكية.
- 29 مايو – آنيت بنينغ ممثلة أمريكية.
- 29 مايو – واين دوفال ممثل أمريكي.

### يونيو
- 2 يونيو – آل وود لاعب كرة سلة أمريكي.
- 2 يونيو – ليكس لوغر
- 2 يونيو – مايك بيندر ممثل أمريكي.
- 4 يونيو – توماس كوليستير هيلز رياضياتي أمريكي.
- 7 يونيو – برنس مغني وموسيقي أمريكي.
- 8 يونيو – كينن آيفوري وايانس ممثل أمريكي.
- 9 يونيو – ديفيد أنكروم
- 10 يونيو – ستيف لينجينفيلتير لاعب كرة سلة أمريكي.
- 11 يونيو – بوتش كارتر
- 12 يونيو – روري سبارو لاعب كرة سلة أمريكي.
- 14 يونيو – إريك هايدن
- 14 يونيو – باميلا جيلر
- 16 يونيو – داريل غريفيث لاعب كرة سلة أمريكي.
- 16 يونيو – ويلي سيمز لاعب كرة سلة أمريكي.
- 17 يونيو – جيلو بيافرا سياسي أمريكي.
- 20 يونيو – مارك الكسندر ميلي ضابط من الولايات المتحدة الأمريكية.
- 21 يونيو – إريك دوغلاس
- 22 يونيو – بروس كامبل ممثل أمريكي.
- 24 يونيو – توم ليستر الابن
- 27 يونيو – إريك فروم لاعب كرة مضرب من الولايات المتحدة.
- 27 يونيو – روبرت نيومان ممثل أمريكي.
- 27 يونيو – ماريا زوبر عالمة فلك أمريكية.

### يوليو
- 1 يوليو – ريتشارد فيكارت مؤرخ من الولايات المتحدة الأمريكية.
- 1 يوليو – نانسي ليبرمان
- 3 يوليو – ديفيد بيرنز لاعب كرة سلة أمريكي.
- 8 يوليو – كيفين بيكن ممثل أمريكي.
- 14 يوليو – سكوت رودين منتج أفلام أمريكي.
- 20 يوليو – بيلي مايس
- 24 يوليو – جو باري كارول لاعب كرة سلة أمريكي.
- 24 يوليو – جون سترويدير لاعب كرة سلة أمريكي.
- 26 يوليو – مونتي ديفيس لاعب كرة سلة أمريكي.
- 28 يوليو – مايكل هيتشكوك
- 30 يوليو – ريتشارد بورجي ممثل أمريكي.
- 31 يوليو – مارك كوبان

### أغسطس
- 1 أغسطس – أليكس باتشيكو
- 3 أغسطس – كيفن سوليفان
- 4 أغسطس – ماري ديكر
- 6 أغسطس – داروين كوك لاعب كرة سلة أمريكي.
- 9 أغسطس – ميلاني جريفيث ممثلة أمريكية.
- 10 أغسطس – مايكل دوكيس ملاكم من الولايات المتحدة الأمريكية.
- 16 أغسطس – أنجيلا باسيت ممثلة أمريكية.
- 16 أغسطس – مادونا مغنية ومؤلفة من الولايات المتحدة الأمريكية.
- 17 أغسطس – بوبي كاتاج لاعب كرة سلة أمريكي.
- 17 أغسطس – مايكل بروكس لاعب كرة سلة أمريكي.
- 18 أغسطس – ريج إي كاثي ممثل أمريكي.
- 18 أغسطس – مادلين ستو ممثلة أمريكية.
- 19 أغسطس – محمد عبد الله العريان اقتصادي من الولايات المتحدة الأمريكية.
- 20 أغسطس – ديفيد أو. راسل
- 20 أغسطس – ريكي براون لاعب كرة سلة أمريكي.
- 22 أغسطس – ستيفي راي مصارع محترف من الولايات المتحدة الأمريكية.
- 22 أغسطس – كولم فيور ممثل كندي.
- 24 أغسطس – ستيف جوتنبرج
- 28 أغسطس – تيم برتون
- 28 أغسطس – جيف بيرس درّاج طريق من الولايات المتحدة الأمريكية.
- 28 أغسطس – ويب هوبلي ممثل أمريكي.
- 29 أغسطس – ديفيد بريتون لاعب كرة سلة أمريكي.
- 29 أغسطس – مايكل جاكسون موسيقي ومغني وراقص وشاعر ومنتج أغاني ورجل أعمال وناشط إنساني أمريكي.
- 30 أغسطس – آنا بوليتكوفسكايا صحفية روسية.
- 31 أغسطس – جولي براون

### سبتمبر
- 4 سبتمبر – جلين هوبارد عالم اقتصاد أمريكي.
- 8 سبتمبر – ميخائيل كروز سياسي أمريكي.
- 10 سبتمبر – راي تولبرت
- 10 سبتمبر – كريس كولومبوس
- 12 سبتمبر – داريل ألومس لاعب كرة سلة من الولايات المتحدة الأمريكية.
- 12 سبتمبر – ويلفريد بينيتيز ملاكم من الولايات المتحدة الأمريكية.
- 14 سبتمبر – جون هارينغتون رائد فضاء أمريكي.
- 16 سبتمبر – جنيفر تيلي
- 20 سبتمبر – أرن أندرسون مصارع محترف من الولايات المتحدة الأمريكية.
- 20 سبتمبر – أنجيلو كروز لاعب كرة سلة بورتوريكي.
- 20 سبتمبر – أورسولا بيرنز سيدة أعمال أمريكية.
- 21 سبتمبر – ريك ماهورن
- 23 سبتمبر – راي بلوم لاعب كرة سلة أمريكي.
- 24 سبتمبر – براد برانسون لاعب كرة سلة أمريكي.
- 24 سبتمبر – كيفن سوربو ممثل أمريكي.
- 26 سبتمبر – بيل جونز
- 27 سبتمبر – آن ماري سلوتر
- 27 سبتمبر – جون فيدوروفيتش لاعب شطرنج من الولايات المتحدة الأمريكية.
- 29 سبتمبر – كارين يونغ ممثلة أمريكية.
- 30 سبتمبر – مايك هنتر لاعب كرة قدم من الولايات المتحدة الأمريكية.

### أكتوبر
- 1 أكتوبر – ألتون ليستر لاعب كرة سلة أمريكي.
- 4 أكتوبر – إميل مارتينك فيزيائي أمريكي.
- 4 أكتوبر – نيد لوك ممثل أمريكي.
- 5 أكتوبر – برنت دبليو جيت رائد فضاء أمريكي.
- 5 أكتوبر – تشارلز ديفيس لاعب كرة سلة أمريكي.
- 5 أكتوبر – كيني نات
- 5 أكتوبر – نيل ديجراس تايسون عالم فلك أمريكي.
- 6 أكتوبر – ريموند أ. توماس عسكري من الولايات المتحدة الأمريكية.
- 6 أكتوبر – كارل نيكس لاعب كرة سلة أمريكي.
- 7 أكتوبر – جولي بيل فنانة أمريكية.
- 10 أكتوبر – جون إم جرونسفيلد رائد فضاء أمريكي.
- 13 أكتوبر – ساندي كولينز لاعبة كرة مضرب من الولايات المتحدة.
- 13 أكتوبر – ماريا كانتويل سياسية من الولايات المتحدة الأمريكية.
- 15 أكتوبر – رون أندرسون لاعب كرة سلة من الولايات المتحدة الأمريكية.
- 15 أكتوبر – ميكي ديلارد لاعب كرة سلة أمريكي.
- 16 أكتوبر – تيم روبنز
- 17 أكتوبر – ألن جاكسون
- 18 أكتوبر – توماس هيارنس ملاكم من الولايات المتحدة الأمريكية.
- 18 أكتوبر – كيني دينارد لاعب كرة سلة من الولايات المتحدة الأمريكية.
- 19 أكتوبر – مايكل ستيل سياسي أمريكي.
- 20 أكتوبر – اريك سكوت ممثل أمريكي.
- 20 أكتوبر – سكوت هول مصارع محترف من الولايات المتحدة الأمريكية.
- 20 أكتوبر – فيجو مورتينسين ممثل أمريكي.
- 25 أكتوبر – جريج بيج ملاكم من الولايات المتحدة الأمريكية.
- 27 أكتوبر – جودي سميث
- 29 أكتوبر – داني فرانس لاعب كرة سلة أمريكي.
- 30 أكتوبر – جون دورن لاعب كرة سلة أمريكي.
- 30 أكتوبر – كيفين بولك
- 31 أكتوبر – سوزان آيفي

### نوفمبر
- 1 نوفمبر – راشيل تكوتين
- 1 نوفمبر – ميندي بهاء الدين عالمة حيوان من الولايات المتحدة الأمريكية.
- 3 نوفمبر – أريانا ممثلة إباحية أمريكية.
- 5 نوفمبر – روبرت باتريك ممثل أمريكي.
- 11 نوفمبر – بيري موس لاعب كرة سلة أمريكي.
- 12 نوفمبر – ميغان مولالي ممثلة أمريكية.
- 13 نوفمبر – لاري دويل كاتب سيناريو من الولايات المتحدة الأمريكية.
- 14 نوفمبر – شافريرا غولدفاسر
- 15 نوفمبر – مارتن ديفيز لاعب كرة مضرب أمريكي.
- 16 نوفمبر – مارج هيلجنبرجر ممثلة أمريكية.
- 19 نوفمبر – تشارلي كوفمان كاتب سيناريو أمريكي.
- 22 نوفمبر – جيمي لي كرتيس
- 23 نوفمبر – فرانك جونسون
- 24 نوفمبر – ريك ديفيس لاعب كرة قدم من الولايات المتحدة الأمريكية.
- 25 نوفمبر – ناومي أوراسكس مؤرخة أمريكية.
- 26 نوفمبر – ستيف باير سياسي أمريكي.
- 28 نوفمبر – دون كولينز لاعب كرة سلة من الولايات المتحدة الأمريكية.
- 28 نوفمبر – كريستوفر راوس

### ديسمبر
- 1 ديسمبر – كانديس بوشنيل كاتبة وصحفية أمريكية.
- 1 ديسمبر – مايكل فلين جنرال أمريكي متقاعد، ومستشار الأمن القومي.
- 7 ديسمبر – ريك رود
- 9 ديسمبر – راجا غوسنيل
- 10 ديسمبر – نيكي سيكس موسيقي أمريكي.
- 13 ديسمبر – ايمي ستوتش ممثلة أمريكية.
- 16 ديسمبر – جيف رولاند
- 20 ديسمبر – جيمس ثومسون
- 24 ديسمبر – بول برسي
- 24 ديسمبر – جين سبيرلنغ عالم اقتصاد أمريكي.
- 25 ديسمبر – كريستينا رومر
- 26 ديسمبر – بيتر رينرت لاعب كرة مضرب أمريكي.
- 26 ديسمبر – كلود غريغوري لاعب كرة سلة أمريكي.
- 27 ديسمبر – توني تاكر ملاكم من الولايات المتحدة الأمريكية.
- 28 ديسمبر – دوين سكيلز لاعب كرة سلة أمريكي.
- 30 ديسمبر – ستيفن سميث رائد فضاء أمريكي.
- 31 ديسمبر – بيبيه نيوويرث ممثلة أمريكية.

## وفيات

### يناير
- 1 يناير – إدوارد ويستون (مواليد 1886) مصور أمريكي.
- 3 يناير – تشارلز وليامز (مواليد 1898)
- 9 يناير – ويليس وايتني (مواليد 1868) كيميائي من الولايات المتحدة الأمريكية.
- 11 يناير – إدنا بيرفيانس (مواليد 1895)

### فبراير
- 1 فبراير – كلنتون دافيسون (مواليد 1881)
- 15 فبراير – وليام أ بركة خان (مواليد 1903)
- 20 فبراير – ثورستون هول (مواليد 1882)
- 21 فبراير – كومفرت ادامز (مواليد 1868) مهندس من الولايات المتحدة الأمريكية.
- 23 فبراير – ليونارد وايت (مواليد 1891) مؤرخ أمريكي.

### مارس
- 17 مارس – جون جيه باركر (مواليد 1885) قاضي أمريكي.
- 29 مارس – كلايد إدوارد بانغبورن (مواليد 1895) طيار من الولايات المتحدة الأمريكية.

### أبريل
- 5 أبريل – هارولد جونز (مواليد 1877) طبيب أمريكي.
- 15 أبريل – إستل تايلور (مواليد 1894)

### مايو
- 5 مايو – جيمس برانش كابل (مواليد 1879) مؤلف أمريكي.
- 9 مايو – بيل غودوين (مواليد 1910) ممثل أمريكي.
- 9 مايو – جوزيف ديفيز (مواليد 1876) دبلوماسي أمريكي.
- 15 مايو – هامبتون ديل روث (مواليد 1879)

### يونيو
- 4 يونيو – إليانور هالويل أبوت (مواليد 1872) مؤلفة أمريكية.
- 6 يونيو – لويد هيوز (مواليد 1897) ممثل أمريكي.
- 11 يونيو – روبرت تايلور جونز (مواليد 1884) سياسي أمريكي.

### يوليو
- 2 يوليو – جو جانيت (مواليد 1879) ملاكم من الولايات المتحدة الأمريكية.
- 10 يوليو – روبرت إيرل هيوز (مواليد 1926) لاعب سيرك من الولايات المتحدة الأمريكية.
- 24 يوليو – مابل بالين (مواليد 1887) ممثلة أمريكية.
- 27 يوليو – كلير لي شينو (مواليد 1893)

### أغسطس
- 8 أغسطس – باربرا بينيت (مواليد 1906)
- 27 أغسطس – إرنست أورلاندو لورنس (مواليد 1901)

### سبتمبر
- 22 سبتمبر – جاك تينغل (مواليد 1924) لاعب كرة سلة أمريكي.
- 25 سبتمبر – جون واطسون (مواليد 1878) نفساني من الولايات المتحدة الأمريكية.

### أكتوبر
- 8 أكتوبر – فرانك لوي كرامر (مواليد 1880) درّاج طريق من الولايات المتحدة الأمريكية.
- 12 أكتوبر – غوردون جريفيث (مواليد 1907)
- 16 أكتوبر – روبرت ردفيلد (مواليد 1897) عالم بعلوم الإنسان من الولايات المتحدة الأمريكية.
- 30 أكتوبر – روبرت توماس مور (مواليد 1882) شخصية أمريكية.

### نوفمبر
- 15 نوفمبر – تايرون باور (مواليد 1914)
- 19 نوفمبر – أود بريندلي (مواليد 1923) لاعب كرة سلة أمريكي.
- 23 نوفمبر – جانستون ماكولي (مواليد 1883) كاتب أمريكي.
- 24 نوفمبر – تشارلز كترنج (مواليد 1876)
- 26 نوفمبر – بات هارمون (مواليد 1886) ممثل من الولايات المتحدة الأمريكية.
- 26 نوفمبر – هارلم تومي ميرفي (مواليد 1885) ملاكم من الولايات المتحدة الأمريكية.

### ديسمبر
- 2 ديسمبر – إرنست ساكس (مواليد 1879)
- 20 ديسمبر – جورج شاني (مواليد 1892) ملاكم من الولايات المتحدة الأمريكية.
- 21 ديسمبر – هاري ويلز (مواليد 1889) ملاكم من الولايات المتحدة الأمريكية.